# Президентские выборы в Перу (1886)
Президентские выборы в Перу проходили в марте 1886 года. После окончания гражданской войны 1884–1885 годов в Перу 5 декабря 1885 года был издан указ о проведении выборов президента и членов Конгресса. Победоносный генерал Андрес Авелино Касерес от Конституционной партии был единственным кандидатом в президенты. Касереса также поддержала  Гражданская партия, в то время как сторонники Николаса де Пьеролы из Демократической партии бойкотировали выборы. Касерес вступил в должность президента 3 июня 1886 года.

## Результаты
| Кандидат                            | Партия                    | Голоса | %      |
| ----------------------------------- | ------------------------- | ------ | ------ |
| Андрес Авелино Касерес              | Конституционная партия    | 3 645  | 100    |
| Действительных бюллетеней           | Действительных бюллетеней | 3 645  |        |
| Недействительных/ пустых бюллетеней |                           |        |        |
| Всего                               | Всего                     | 3 645  | 100,00 |